# Малышка Бесс
«Малышка Бесс» (англ. Young Bess) — американская историко-биографическая костюмная драма о юных годах жизни Елизаветы I, повествующая в стиле флешбэк о её нелёгком и несчастливом детстве и до момента вступления на престол Англии. В картине в главных ролях снялись известные актёры Джин Симмонс (принцесса Елизавета) и Стюарт Грейнджер в роли адмирала флота Томаса Сеймура, Дебора Керр в роли королевы Екатерины и Чарльз Лоутон в роли отца Елизаветы короля Генриха VIII. Двадцатью годами ранее Чарльз Лоутон уже играл этот же персонаж в известной британской картине «Частная жизнь Генриха VIII» (1933). Фильм был снят на киностудии «Метро-Голдвин-Майер» (Metro-Goldwyn-Mayer) режиссёром Джорджем Сидни по сценарию Жана Люстига и Артура Уимпериса, основанному на романе «Малышка Бесс» (1944) — первой части трилогии английской писательницы Маргарет Ирвин (1889—1969) о королеве Елизавете I.

## Сюжет
В 1536 году, после казни своей матери, Анны Болейн, молодая Бесс (будущая Елизавета I) сослана своим отцом, Генрихом VIII, в Хэтфилд-хаус, чтобы она не могла претендовать на трон. За ней следуют несколько её преданных слуг.
Проходит несколько лет, её отец женится в шестой раз (на этот раз — в последний) на Екатерине Парр. Это переполняет чашу терпения повзрослевшей уже Елизаветы, но её друг, адмирал лорд Томас Сеймур, уговаривает её не принимать поспешных решений. Действительно, вскоре Елизавета и Екатерина становятся подругами, а сам Генрих VIII впечатлён напористостью и твёрдостью своей дочери.
Король умирает, и коварный брат Томаса Сеймура, Нед, устанавливает протекторат над молодым Эдуардом VI, невзирая на просьбу покойного Генриха VIII, чтобы опекуном мальчика стал Томас. Нед и Томас ненавидят друг друга, и страх первого перед братом растёт с каждой одержанной адмиралом морской победой.
Тем временем Елизавета понимает, что любит Томаса, и отказывается верить предостережениям, что тот любит кого-то другую, пока однажды случайно не обнаруживает целующихся Томаса и свою подругу, молодую вдову Екатерину. Нед предпринял усилия, чтобы Томас не смог породниться с королевской семьёй (жениться на Екатерине), но Елизавета убеждает своего младшего брата, Эдуарда VI (короля Англии де-юре), чтобы тот издал специальный королевский указ, позволяющий это.
Теперь все они живут в одной резиденции, что позволяет Елизавете незаметно «подбираться» к Томасу всё ближе и ближе, пока однажды она не признаётся ему в любви. После этого будущая королева уезжает обратно в Хэтфилд-хаус.
Вскоре Екатерина заболевает и умирает. Томас едет к Елизавете, а Нед арестовывает его, обвиняя в государственной измене. Также он пытается сделать соучастницей и Елизавету. Томас Сеймур казнён, а Елизавета даже не успевает повидать его перед смертью…
1558 год. Елизавета с честью выдержала все жизненные неурядицы, пережила младшего брата Эдуарда VI и старшую сестру Марию I, и теперь готовится вступить на престол Англии. Править она будет 45 лет, и позднее эпоху её правления историки назовут «золотым веком Англии»…

## В ролях
| \| — Джин Симмонс — принцесса Елизавета \| \| — Стюарт Грейнджер — адмирал флота Томас Сеймур \| \| — Дебора Керр — Екатерина Парр \| \| — Чарльз Лоутон — Генрих VIII \| | - Доун Аддамс — Екатерина Говард - Кэтлин Байрон — Энн Сеймур, жена Неда Сеймура - Кэй Уолш — миссис Эшли - Ламсден Хейр — Томас Кранмер - Элейн Стюарт — Анна Болейн - Лестер Мэттьюс — Уильям Пэйджет - Гай Рольф — Эдуард «Нед» Сеймур - Сесил Келлауэй — мистер Пэрри - Роберт Артур — Бэрнэби - Лео Г. Кэрролл — мистер Мамс - Норма Варден — леди Тайруитт - Алан Напье — Роберт Тайруитт - Норин Коркоран — Бесс в детстве - Дорис Ллойд — Мать Джек - Энн Тиррелл — Мэри (в титрах не указана) |
| — Джин Симмонс — принцесса Елизавета | |
| — Стюарт Грейнджер — адмирал флота Томас Сеймур | |
| — Дебора Керр — Екатерина Парр | |
| — Чарльз Лоутон — Генрих VIII | |

## Факты
- В 1933 году Чарльз Лоутон играл ту же роль Генриха VIII в фильме «Частная жизнь Генриха VIII».
- В 1953—1954 годах фильм номинировался на четыре различных награды и выиграл одну из них[3].
- Безответно влюблённая в Томаса Сеймура (Стюарт Грейнджер) Елизавета (Джин Симмонс) в реальной жизни на момент съёмок являлась его женой[4].
- В фильме Бесс регулярно называют «принцесса Елизавета», но на самом деле, начиная с трёхлетнего возраста (ссылка в Хэтфилд-хаус), её именовали только «леди Елизавета»[5].
- Впервые[источник не указан 4847 дней] в мировом кинематографе в картине сделана попытка показать парусные корабли Генриха VIII, которого считают «создателем британского военного флота» — боевые каракки «Мэри Роуз» и «Грейт Гарри».

## Премьерный показ в разных странах
- США — 21 мая 1953 (только в Нью-Йорке); 29 мая 1953 (остальная страна)
- Швеция — 18 августа 1953
- Франция — 14 октября 1953
- Япония — 3 ноября 1953
- Италия — 19 декабря 1953
- Дания, Португалия — 21 января 1954
- Гонконг — 18 февраля 1954
- Турция — март 1954
- Западная Германия — 4 марта 1954
- Австрия — 5 марта 1954
- Финляндия — 2 апреля 1954